# Miriam Christine
Miriam Christine Borg, född 30 juni 1978 i Goiás, Brasilien, är en maltesisk pop- och R&B-sångerska och TV-programledare.

## Biografi
Miriam Christine föddes i Brasilien som den yngsta i en syskonskara på 16. Hon adopterades när hon var 13 månader gammal av ett maltesiskt par. Hon började ägna sig åt musik när hon var sex år gammal och både sjöng och spelade piano.
1995 deltog Miriam Christine första gången i den maltesiska uttagningen till Eurovision Song Contest. Hon framförde bidraget The way you are, som blev utan placering. Hon deltog igen året därpå med In a Woman's Heart och vann. I Eurovision Song Contest kom hon på tionde plats med 68 poäng. Med sig på scen hade hon bl.a. Georgina Abela, som deltog i tävlingen 1991. Hon deltog åter i den maltesiska uttagningen 1998 med It's up to you (femte plats) och 2009 med Mama som kom på femtonde plats. Hon deltog också 2010 med bidraget Beautiful contradiction men tog sig inte vidare från semifinalen. Hon kommer att delta i 2014 års uttagning med bidraget Safe.
Vid sidan om sin musikkarriär arbetar Miriam Christine som musiklärare och TV-programledare.

## Diskografi

### Studioalbum
- Smile and Shine (1998)
- L'Emigrant (2002)
- Little Zee (2004)

### Singlar
- In a Woman's Heart (1996)
- Reptile Lover (2002)
- Hold On (2002)
- What We Really Mean (2004)
- Hush (2004)
- Synchrnised (2004)
- Mystery Mama (2004)
- Alone Today (2008)
- Mama (2009)